# بول أبارت
بول أبارت (PullApart) هو نظام بريطاني مستقل لتصنيف تدوير نفايات مواد التغليف. ويطبق هذا النظام على النفايات المنزلية، حيث يجمع بين الاستقصاءات حول مواد التغليف البيئية والاستهلاكية، ويهدف إلى تزويد العملاء بمقياس سهل يمكن من خلاله إعادة تدوير أنواع معينة من المنتجات محليًا. وكان مايكل بوتلر أحد سكان داوليش هو أول من ابتكر هذه العملية عام 2005، التي يتم إجراؤها مجانًا.

هرم النفايات

## المنهجية
نظرًا لأن بول أبارت يتم تطبيقه على أنظمة جمع القمامة باستخدام صناديق تدوير النفايات التابعة للحكومة المحلية القائمة بالفعل، فإن نظام التصنيف يعتمد على ممارسات السلطات المحلية الفردية لتفكيك التغليف. يتم تفكيك مواد تغليف المنتجات، وفقًا لعملية تقررها السلطات المحلية، وإعادة ترتيبها، وتصنيف مكوناتها تبعًا لسهولة تدويرها. وتتم إتاحة المعلومات الأولية الناتجة من هذه العملية للجمهور.
ويتم تنفيذ التصنيف الموجه للمستهلك "PAC" (PullApart Code) (كود PullApart) بقياس نسبة مكونات المنتج القابلة للتدوير من مكب النفايات المنزلية. ويمثل تقييم PAC بـ 13 مرحلة مميزة بتدرجات ألوان «إشارة المرور».

## الأهداف الأشمل
تنص أهداف بول أبارت المعلنة على تشجيع المصنعين، وبائعي التجزئة، ومنتجي المواد الغذائية والزراعية على إعطاء مزيد من الاهتمام لسهولة التخلص من النفايات وتدويرها عند تصميم التغليف الخاص بالمنتجات. ويتم ترجيح وجهات نظر المستهلكين، مقارنة بمصنعي مواد التغليف وبائعي التجزئة والقائمين على تدوير النفايات، عند التعامل مع منتجات النفايات المحلية لصالح جمع النفايات المنزلية. كذلك، يهدف النظام إلى تزويد المستهلكين بالمعلومات التي تمكنهم من اختيار منتج (الاستهلاك الأخلاقي) محلي وقابل تمامًا للتدوير. ويعد هذا النظام بمثابة أداة واضحة يمكنها قياس الاختلافات بين الأشياء آنفة الذكر، للمساعدة في الوصول بالمنتج إلى قيمته المثلى بهدف التمكن من الوصول بالنفايات إلى الصفر.
ووفقًا للدراسة الحالية التي يجريها بول أبارت في تاينبريج (2011) وتتضمن ما يزيد عن 2000 منتج، فإن 2.84% من المنتجات ملائمة تمامًا للتدوير وأن 29.32% جيدة، بينما الباقي لا يصلح. وتبلغ نسبة التدوير الحالية في المنطقة محل الدراسة، تاينبريج، وبالتالي مجلس مقاطعة تاينبريج، حوالي 57% (2008/2009), (حسب الوزن). وذكرت مجلة «حياة تاينبريج» (Teignbridge Life) في موضوع يشرح لقرائها كيفية عمل نظام بول أبارت ما يلي: «يقدم دليل تدوير التغليف على شبكة الإنترنت، وظيفة بحث مجانية تصنف المنتجات الاستهلاكية العادية، مثل عبوات الحبوب، بالاستعانة بتصنيف بول أبارت. يحلل التصنيف المنتج إلى مكوناته، شارحًا أي الأجزاء التي يمكن تدويرها في تاينبريج.»

## الجوائز المقدمة لهذا النظام
أعلنت المنظمة الخضراء أن بول أبارت يعد «أفضل الممارسات البيئية» التي طرحت حتى الآن في هذا الصدد.

## المقارنة مع الجهود الأخرى
توجد أنظمة تصنيف لمواد التغليف تتسم بأنها أشمل وأعم في مناطق متفرقة حول العالم وتعالج الأثر البيئي الكلي للتغليف. ويعد تدوير النفايات أحد عواملها، وتتضمن الاعتبارات الأخرى استخدام المواد المعاد تدويرها في التغليف، وتجنب استخدام المواد السامة، والتقليل من استخدام التغليف، ودراسة آثاره على الغلاف الجوي (غاز الدفيئة، والمركبات العضوية المتطايرة، وما شابهها)، واستخدام الموارد المتجددة، وغيرها. وتضم الجهود المبذولة منهجيات مثل تقييم دورة حياة المنتج لحصر جميع الآثار والعوامل البيئية.
جدير بالذكر أن هناك العديد من مؤشرات وقياسات الاستدامة، بعضها مصمم خصيصًا لمواد التغليف.